# Liste von Architekturpreisen
Es gibt eine Vielzahl von Architekturpreisen und Auszeichnungen, die an Architekten und Architekturbüros für bestimmte Bauwerke oder ihr Lebenswerk verliehen werden. Auslober sind Stiftungen, Kulturinstitutionen, Architektenverbände, Branchenverbände der Bauwirtschaft, Unternehmen oder Bauherren.

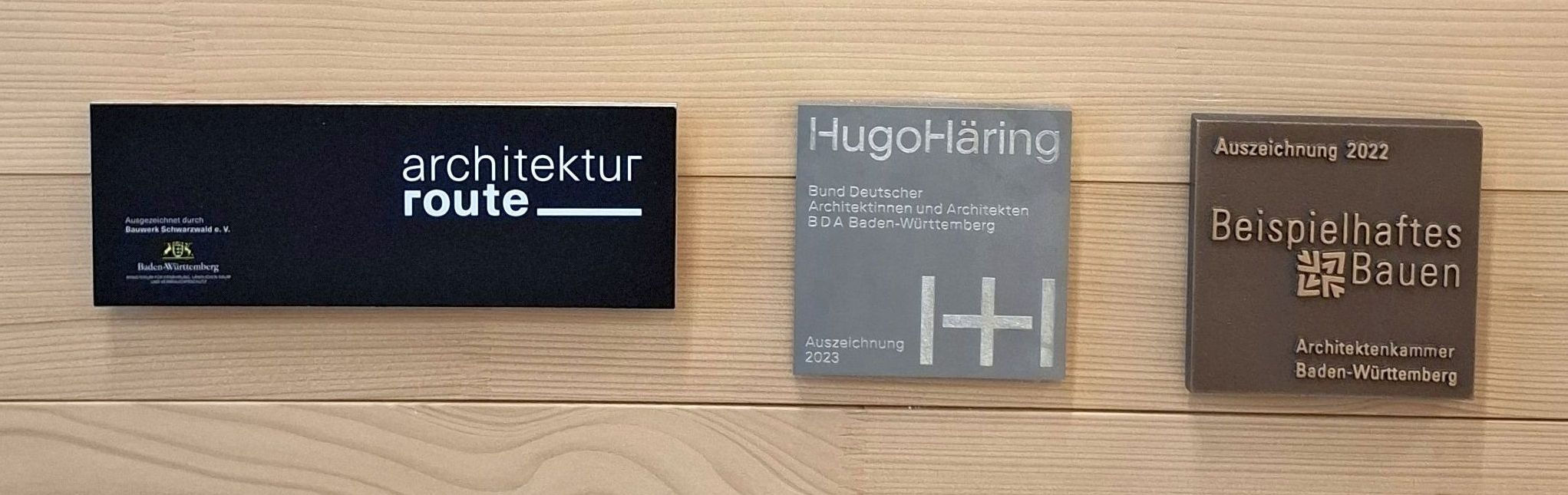
Verschiedene nationale Architekturpreise

Der renommierteste Preis für die Architektur des Modernismus ist gemeinhin der Pritzker-Preis, für klassische und traditionelle Architektur der Driehaus-Preis.

## Auswahl von renommierten Architekturpreisen
| Name                                                           | Ausgezeichnet                                           | Bereich                                  | Auslober (Typ)                                        | Auslober (Name) |
| -------------------------------------------------------------- | ------------------------------------------------------- | ---------------------------------------- | ----------------------------------------------------- | --- |
| Architekturpreis der Stadt Leipzig                             | Förderung der Baukultur                                 | Regional (Bauherr und Architekt)         | Stadt Leipzig                                         | Stadt Leipzig unabhängige Jury mit Fachleuten aus ganz Deutschland |
| Aga Khan Award for Architecture                                | Bauwerk / Architekt Islamische Architektur              | International                            | Stiftung                                              | Aga Khan Development Network |
| Prix Lignum                                                    | Holzbau                                                 | Schweiz                                  | Verband                                               | Lignum Holzwirtschaft |
| AIA National Awards                                            | Bauwerk                                                 | Vereinigte Staaten                       | Architektenverband                                    | American Institute of Architects |
| Alvar-Aalto-Medaille                                           | Architekt                                               | International                            | Architektenverband                                    | Finnisches Architekturmuseum; Finnischer Architektenverband SAFA |
| arc award                                                      | Architekt                                               | Schweiz                                  |                                                       | Schweizer Baudokumentation |
| Architekturpreis Berlin                                        | Architekt & Bauherr                                     | Deutschland / Berlin                     | Verein                                                | Architekturpreis Berlin e. V. / Schirmherr: Land Berlin, Senator für Stadtentwicklung und Umwelt |
| Architekturpreis Beton                                         | Bauwerk / Architekt                                     | Deutschland                              | Industrie                                             | Bundesverband der Deutschen Zementindustrie / Bund Deutscher Architektinnen und Architekten (2008) |
| Architekturpreis der Landeshauptstadt München                  | Architekt                                               | Deutschland / München (Stadt und Region) | Stadt                                                 | Stadt München |
| Architekturpreis der Stadt Nürnberg                            | Bauwerk                                                 | Deutschland                              | Stadt                                                 | Deutschland / Stadt Nürnberg |
| Architekturpreis Ziegelforum                                   | Architekt                                               | Deutschland                              | Organisation                                          | Bayerisches Ziegelforum e. V. |
| Architekturpreis Zukunft Wohnen                                | Bauwerk / Architekt                                     | Deutschland                              | Industrie                                             | Deutsche Zement- und Betonindustrie |
| Architekturpreis Beton                                         | Bauwerk / Architekt                                     | Schweiz                                  | Unternehmen                                           | BETONSUISSE Marketing AG, Bern |
| Architektur- und Ingenieurpreis erdbebensicheres Bauen         | Bauwerk / Architekt / Bauingenieur                      | Schweiz                                  | Stiftung                                              | Stiftung Baudyn |
| Architizer A+Awards                                            | Bauwerk / Raum                                          | International                            | Organisation                                          | |
| Auszeichnung für gute Bauten Graubünden                        | Bauwerk / Architekt                                     | Schweiz                                  | Organisation                                          | Verein Gutes Bauen Graubünden |
| Auszeichnung für gute Bauten in der Stadt Zürich               | Bauwerk / Architekt                                     | Schweiz                                  | Stadt                                                 | Stadt Zürich |
| Arnstein Arneberg Prisen                                       | Bauwerk                                                 | Norwegen / Østfold / International       | Architektenverband                                    | Østfold Arkitektforening |
| Bauwelt Preis                                                  | Bauwerk / Architekt                                     | International                            | Zeitschrift                                           | Bauwelt |
| BDA-Preis – Architektur in Brandenburg                         | Bauwerk                                                 | Deutschland / Brandenburg                | Architektenverband                                    | Bund Deutscher Architektinnen und Architekten BDA Brandenburg |
| BDA-Preis Bayern                                               | Bauwerk / Architekt                                     | Deutschland / Bayern                     | Architektenverband                                    | Bund Deutscher Architektinnen und Architekten BDA Bayern |
| BDA-Preis Berlin                                               | Bauwerk                                                 | Deutschland / Berlin                     | Architektenverband                                    | Bund Deutscher Architektinnen und Architekten BDA Berlin |
| BDA-Preis Bremen                                               | Bauwerk                                                 | Deutschland / Bremen                     | Architektenverband                                    | Bund Deutscher Architektinnen und Architekten BDA im Lande Bremen |
| BDA Hamburg Architekturpreis                                   | Bauwerk                                                 | Deutschland / Hamburg                    | Architektenverband                                    | Bund Deutscher Architekten und Architektinnen BDA Hamburg |
| Ausgezeichnete Architektur in Hessen                           | Bauwerk                                                 | Deutschland / Hessen                     | Architektenverband                                    | Bund Deutscher Architektinnen und Architekten BDA Hessen |
| BDA-Preis Mecklenburg-Vorpommern                               | Bauwerk                                                 | Deutschland / Mecklenburg-Vorpommern     | Architektenverband                                    | Bund Deutscher Architekten BDA Mecklenburg-Vorpommern |
| BDA-Preis Niedersachsen                                        | Bauwerk / Architekt und Bauherr                         | Deutschland / Niedersachsen              | Architektenverband                                    | Bund Deutscher Architektinnen und Architekten BDA Niedersachsen |
| Architekturpreis Nordrhein-Westfalen                           | Bauwerk                                                 | Deutschland / Nordrhein-Westfalen        | Architektenverband                                    | Bund Deutscher Architektinnen und Architekten BDA Nordrhein-Westfalen |
| BDA-Architekturpreis Rheinland-Pfalz                           | Bauwerk                                                 | Deutschland / Rheinland-Pfalz            | Architektenverband                                    | Bund Deutscher Architektinnen und Architekten BDA Rheinland-Pfalz |
| BDA-Preis für Architektur und Städtebau im Saarland            | Bauwerk                                                 | Deutschland / Saarland                   | Architektenverband                                    | Bund Deutscher Architekten BDA Saarland |
| BDA-Preis Sachsen                                              | Bauwerk                                                 | Deutschland / Sachsen                    | Architektenverband                                    | Bund Deutscher Architekten BDA Sachsen |
| BDA-Preis Schleswig-Holstein                                   | Bauwerk                                                 | Deutschland / Schleswig-Holstein         | Architektenverband                                    | Bund Deutscher Architektinnen und Architekten BDA Schleswig-Holstein |
| BDA-Preis Thüringen                                            | Bauwerk                                                 | Deutschland / Thüringen                  | Architektenverband                                    | Bund Deutscher Architektinnen und Architekten BDA Thüringen |
| Best Architects                                                | Bauwerk / Architekt                                     | Europa                                   | Werbeagentur                                          | Zinobergruen GmbH |
| Betongelementprisen                                            | Bauwerk                                                 | Norwegen                                 |                                                       | |
| Betongtavlen                                                   | Bauwerk                                                 | Norwegen                                 | Architektenverband, Industrie                         | Landesverband Norwegischer Architekten (Norske arkitekters landsforbund, NAL), Norwegische Betonvereinigung (Norsk Betongforening, NB) |
| Brunel Award                                                   | Eisenbahndesign                                         | International                            | ehrenamtliche Organisation                            | Watford Group |
| Großer BDA-Preis                                               | Architekt                                               | Deutschland                              | Architektenverband                                    | Bund Deutscher Architektinnen und Architekten |
| Brandenburgischer Baukulturpreis                               | Bauwerk                                                 | Deutschland / Brandenburg                | Architektenverband                                    | Brandenburgische Architektenkammer und Brandenburgische Ingenieurkammer |
| Carbuncle Cup                                                  | Bauwerk                                                 | Großbritannien                           | Zeitschrift                                           | Building Design Magazin |
| Carlsberg Architectural Prize                                  |                                                         | International                            | Stiftung                                              | Carlsberg-Stiftung |
| Constructive Alps                                              | Architekt                                               | International                            | Schweiz und Liechtenstein                             | Hochparterre |
| DAM Preis                                                      | Bauwerk                                                 | Deutschland                              | Museum                                                | Deutsches Architekturmuseum (DAM) in enger Zusammenarbeit mit JUNG |
| Daylight-Award                                                 | Architekten und Forscher                                | International                            | Stiftung                                              | Velux Stiftung (Schweiz), Villum Fonden (Dänemark), Velux Fonden (Dänemark) |
| DETAIL Preis                                                   | Bauwerk                                                 | International                            | Unternehmen                                           | DETAIL |
| DEUBAU-Preis                                                   | Architekt                                               | Deutschland                              | Unternehmen, Architektenverband                       | Messe Essen GmbH, Bund Deutscher Architekten, Bund Deutscher Baumeister Architekten und Ingenieure, Deutsche Akademie für Städtebau und Landesplanung, Verband Deutscher Architekten- und Ingenieurvereine, Stadt Essen, Hochbauamt Essen |
| Deutscher Architekturpreis                                     | Bauwerk                                                 | Deutschland                              | Unternehmen, Architektenverband                       | Bundesministerium für Verkehr, Bau und Stadtentwicklung und die Bundesarchitektenkammer in Kooperation mit der E.ON Ruhrgas AG. |
| Deutscher Bauherrenpreis                                       | Bauwerk                                                 | Deutschland                              | Arbeitsgemeinschaft                                   | Deutscher Städtetag, Bund Deutscher Architekten und Bundesverband deutscher Wohnungs- und Immobilienunternehmen |
| Deutscher Fassadenpreis für vorgehängte hinterlüftete Fassaden | Bauwerk / Architekt und Bauherr                         | Deutschland                              | Industrieverband                                      | Fachverband vorgehängte hinterlüftete Fassaden |
| Deutscher Landschaftsarchitektur-Preis (bis 1991 BDLA-Preis)   | Landschaftsarchitektur                                  | Deutschland                              | Architektenverband                                    | Bund Deutscher Landschaftsarchitekten |
| Deutscher Naturstein-Preis                                     | Architekt                                               | International / Europa                   | Industrieverband                                      | Deutscher Naturwerkstein-Verband. e. V. |
| Deutscher Ziegelpreis                                          | Bauwerk / Architekt                                     | Deutschland                              |                                                       | Ziegel Zentrum Süd |
| Driehaus-Architekturpreis                                      | Architekt des traditionellen Stils                      | International                            | Stiftung/Akademie                                     | Driehaus-Stiftung / Notre Dame School of Architecture |
| Erich-Mendelsohn-Preis für Backstein-Architektur               | Bauwerk / Architekt                                     | International                            | Verein                                                | Initiative Bauen mit Backstein |
| Edmund N. Bacon Prize                                          | Architekt des traditionellen Stils                      | Vereinigte Staaten                       | Stiftung/Akademie                                     | American Institute of Architects, Philadelphia Center for Architecture |
| Emporis Skyscraper Award                                       | Hochhäuser                                              | International                            | Unternehmen                                           | Immobilien-Website Emporis |
| Foundation Award                                               | Jungarchitekt                                           | Schweiz                                  | Unternehmen                                           | ComputerWorks AG |
| Freikirchlicher Architekturpreis                               | freikirchlicher Sakralbau                               | Deutschland                              | Freikirche                                            | Arbeitskreis Architektur und Freikirche |
| Gestaltungspreis der Wüstenrot Stiftung                        | Architekt                                               | Deutschland                              | Stiftung                                              | Wüstenrot Stiftung |
| Goldmedaille der Alvar Aalto Foundation                        | Architekt                                               | International                            | Stiftung                                              | Alvar Aalto Foundation |
| Grand prix national de l’architecture                          | Architekt                                               | Frankreich                               | Staatspreis                                           | Französisches Kulturministerium |
| Großer Österreichischer Staatspreis                            | Architekt                                               | Österreich                               | Staatspreis                                           | Österreichischer Kunstsenat |
| Hannes-Meyer-Preis                                             | Bauwerk                                                 | Deutschland / Sachsen-Anhalt             | Architektenverband                                    | Bund Deutscher Architekten BDA Sachsen-Anhalt |
| Hase                                                           | Architektur / Landschaftsarchitektur                    | Schweiz                                  | Unternehmen                                           | Hochparterre |
| Häuser des Jahres                                              | Architekt                                               | International                            | Unternehmen                                           | Deutsche Architekturmuseum und Callwey Verlag |
| Heinrich-Tessenow-Medaille                                     | Architekt                                               | International                            | Stiftung                                              | Alfred Toepfer Stiftung F.V.S. |
| Heinze ArchitektenAWARD                                        | Architekt / Bauwerk                                     | Deutschland                              | Unternehmen                                           | Heinze GmbH |
| Holcim Awards                                                  | Nachhaltiges Bauen                                      | International                            | Stiftung                                              | Holcim Foundation |
| Holzbaupreis Bayern                                            | Architekt                                               | Bayern                                   |                                                       | Bayerisches Staatsministerium für Ernährung, Landwirtschaft und Forsten und proHolz Bayern |
| Houens fonds diplom                                            | Architekt                                               | Norwegen                                 | Staat                                                 | Nationalmuseum Oslo im Auftrag des norwegischen Kulturdepartement |
| Hugo-Häring-Preis                                              | Bauwerk                                                 | Deutschland / Baden-Württemberg          | Architektenverband                                    | Bund Deutscher Architektinnen und Architekten LV BW |
| Honorowa Nagroda SARP                                          | Architekt                                               | Polen                                    | Architektenverband                                    | Stowarzyszenie Architektów Polskich SARP |
| ICONIC AWARDS: Innovative Architecture                         | Architekt / Bauwerke                                    | International                            | Stiftung                                              | Rat für Formgebung |
| IOC/IAKS Award                                                 | Sportstätten                                            | International                            | Organisation                                          | IOC, IPC, IAKS |
| Jane-Drew-Preis                                                | Architekt                                               | International                            | Zeitschrift                                           | Architects’ Journal |
| Kasper-Salin-Preis                                             | Bauwerke                                                | Schweden                                 | Architektenverband                                    | Sveriges Arkitekter |
| Kölner Architekturpreis                                        | Bauwerke                                                | Deutschland / Region Köln                | Verein                                                | |
| Landesbaupreis Mecklenburg-Vorpommern                          | Bauwerk                                                 | Deutschland / Mecklenburg-Vorpommern     | Land, Architektenkammer, Ingenieurkammer              | Ministerium für Verkehr, Bau und Landesentwicklung, Architektenkammer und Ingenieurkammer Mecklenburg-Vorpommern |
| Marcus Prize                                                   | Architekt / Architekturbüro                             | International                            | Universität                                           | University of Wisconsin–Milwaukee School of Architecture & Urban Planning (SARUP), Milwaukee’s Marcus Corporation Foundation |
| materialPREIS                                                  | Architekt / Bauwerk                                     | Deutschland                              | Unternehmen                                           | raumPROBE |
| Mies Crown Hall Americas Prize                                 | Bauwerk                                                 | Nord- und Südamerika                     | Universität                                           | Illinois Institute of Technology |
| Mies van der Rohe Award for European Architecture              | Bauwerk                                                 | International                            | Unternehmen                                           | Europäische Kommission, Europäisches Parlament, Mies-van-der-Rohe-Stiftung |
| Murverksprisen                                                 | Bauwerk                                                 | Norwegen                                 |                                                       | Norsk Murforum |
| Neues Bauen in den Alpen                                       | Architekt                                               | Alpen                                    | Architektenverband                                    | Verkehrsamt Sexten |
| Niedersächsischer Staatspreis für Architektur                  | Bauwerk                                                 | Deutschland / Niedersachsen              | Bundesland                                            | Landesregierung in Kooperation mit der Architektenkammer |
| BDA-Architekturpreis Nike                                      | Bauwerk                                                 | Deutschland                              | Architektenverband                                    | Bund Deutscher Architektinnen und Architekten |
| Architekturpreis NRW                                           | Bauwerk                                                 | Deutschland / Nordrhein-Westfalen        | Architektenverband                                    | Bund Deutscher Architektinnen und Architekten LV NRW |
| Österreichisches Ehrenzeichen für Wissenschaft und Kunst       | Architekt                                               | Österreich                               | Staatspreis                                           | Republik Österreich |
| Philippe Rotthier European Prize for Architecture              | Architekt                                               | International                            | Stiftung                                              | Philippe Rotthier Architecture Foundation |
| Praemium Imperiale                                             | Architekt                                               | International                            | Stiftung                                              | Japan, Tennō |
| Premio Nacional de Arquitectura de Chile                       | Architekt                                               | National                                 |                                                       | Chile |
| Premio Nacional de Urbanismo de Chile                          | Architekt/Städtebau                                     | National                                 |                                                       | Chile |
| Prime Property Award                                           | Bauwerk                                                 | International                            | Unternehmen                                           | Union Investment |
| Pritzker-Architektur-Preis                                     | Architekt                                               | International                            | Stiftung                                              | Hyatt-Stiftung |
| Prix Versailles                                                | Bauwerk                                                 | International                            | Organisation                                          | englisch World Prix Versailles Organization / französisch Organisation mondiale du Prix Versailles |
| Renault Traffic Future Award                                   | Architekt                                               | Deutschland                              | Unternehmen                                           | Renault |
| RIBA Awards                                                    | Bauwerk                                                 | Vereinigtes Königreich / International   | Architektenverband                                    | Royal Institute of British Architects |
| Richard Neutra Award for Professional Excellence               | Architekt                                               | International                            | Universität                                           | Neutra VDL Studio and Residences, Cal Poly Pomona |
| Sächsischer Staatspreis für Baukultur                          | Bauwerk/Auftraggeber/Architekt                          | Deutschland / Sachsen                    | Landesregierung, Architektenverband, Ingenieurverband | Sächsisches Staatsministerium für Regionalentwicklung, Architektenkammer Sachsen, Ingenieurkammer Sachsen |
| Schelling-Architekturpreis                                     | Architekt, Architekturtheoretiker                       | International                            | Stiftung                                              | Schelling-Architekturstiftung |
| Schinkelpreis                                                  | technisch-wissenschaftliche Leistung im Bauwesen        | Deutschland                              | Architektenverband                                    | Architekten- und Ingenieur-Verein zu Berlin |
| Stålkonstruksjonsprisen                                        | Stahlkonstruktion                                       | Norwegen                                 |                                                       | Norske Arkitekters Landsforbund (NAL), RIF - organisasjonen for rådgivere, Norsk Forening for Stålkonstruksjoner (NFS) und Den Norske Stålgruppen (DNS)                                                                                   |
| Statens byggeskikkpris                                         | Bauwerk                                                 | Norwegen                                 | Staat Norwegen                                        | Husbank |
| Statens bymiljøpris                                            | norwegische Stadt / norwegische Gemeinde                | Norwegen                                 | Staat Norwegen                                        | Kommunal- og moderniseringsdepartementet |
| Sundts premie                                                  | Bauwerk                                                 | Norwegen                                 | Architektenverband                                    | Oslo arkitektforening |
| Tau Sigma Delta medals                                         | Architekt, Landschaftsarchitekt oder verwandten Berufen | International                            | Zusammenschluss von Universitäten                     | Tau Sigma Delta |
| Taut-Preis                                                     | Bauwerk                                                 | Deutschland                              | Staat, Architektenverband                             | Beauftragter der Bundesregierung für Kultur und Medien (BKM) und Bundesarchitektenkammer |
| Thüringer Staatspreis für Architektur und Städtebau            | Bauwerk                                                 | Deutschland / Thüringen                  | Landesregierung, Architektenverband                   | Thüringer Innenministerium und Architektenkammer Thüringen |
| Twenty-five Year Award                                         | Architekt                                               | Vereinigte Staaten                       | Architektenverband                                    | American Institute of Architects (AIA) |
| Verzinkerpreis für Architektur und Metallgestaltung            | Bauwerk/Objekt / Architekt, Gestalter und Bauherr       | International / DE, A, CH                | Industrieverband                                      | Industrieverband Feuerverzinken |

1. ↑  Der Preis ist an wird an Bauwerke verliehen, die entweder in der Østfold gebaut wurden oder von Architekten entworfen sind, die aus der Østfold stammen
2. ↑  Der Preis ist an wird an Bauwerke verliehen, die seit mindestens 3 Jahren fertiggestellt sind. Zudem muss der Konstrukteur Mitglied im Norsk Stålforbund sein.
3. ↑  Ehrenpreis

Zu den ehemaligen und den aktuellen Fritz-Schumacher-Preisen siehe bei Fritz Schumacher.